# Мост Чапли
Мост Чапли — несохранившийся каменный арочный мост через реку Левчай на юго-западной окраине села Чапли Кельбаджарского района Азербайджана.

## История
Мост построен в XII—XIII вв. Это был однопролётный арочный мост из необработанного камня. Фасады арки были сложены из тёсаного камня. Ширина моста составляла 4,1 м. До настоящего времени сохранилась только правобережная опора с примыкающей к ней полукруглой башней. 